# J. Trevor Edmond
J. Trevor Edmond, né le 28 septembre 1969, est un acteur américain.

## Biographie
Jerome Trevor Edmond, de son nom complet, est né à Encino, en Californie. Il a joué  le personnage de Michael Kerris dans la série télévisée Brentwood. Il a fait des apparitions dans Beverly Hills, 90210, CBS Schoolbreak Special, ABC Afterschool Special, Dead at 21, The Good Life (en), Silk Stalkings, Matlock, and Alien Nation. Il a également joué dans les films Meatballs 4, Return of the Living Dead 3, Where Are My Children?, Pumpkinhead II: Blood Wings, and Guinevere. 

## Filmographie

### Cinéma
- 1988 : Et si on le gardait? : Ace (en tant que Trevor Edmond)
- 1992 : Meatballs 4 : Howie Duncan
- 1992 : Société secrète : Andrew
- 1993 : Le Retour des morts-vivants 3 : Curt Reynolds
- 1995 : Fièvre à Columbus University : Eddie
- 1995 : Le maître des illusions : Butterfield Jeune (en tant que Trevor Edmond)
- 1999 : Une histoire d'initiation - Guinevere : Jeremy (non crédité)

### Télévision

#### Séries télévisées
- 1989 : Alien Nation : Blentu
- 1989 : Bonjour, Miss Bliss : Rick
- 1989 : Madame est servie : Philip
- 1989 : Mes deux papas : Chopper
- 1990 : The Outsiders (en) : Doyle
- 1990-1996 : CBS Schoolbreak Special : Kevin
- 1991 : Matlock : Blessing
- 1993 : Les dessous de Palm Beach : Darren Langford
- 1994 : ABC Afterschool Specials : Evan
- 1994 : Dead at 21 : Eggs
- 1994 : The Good Life (en) : Mark
- 1997 : Beverly Hills : Evan Potter
- 1997 : Brentwood : Michael Kerris

#### Téléfilms
- 1993 : Frogs! : Nathan
- 1994 : Où sont mes enfants? : David - Age 18